# مایکل جیمز استوارت دوئر
مایکل جیمز استوارت دوئر (انگلیسی: Michael J. S. Dewar; ۲۴ سپتامبر ۱۹۱۸ – ۱۰ اکتبر ۱۹۹۷) شیمیدان اهل ایالات متحده آمریکا بود.
وی همچنین برندهٔ جوایزی همچون همکار انجمن سلطنتی و مدال دیوی شده‌است.